# Wyspa Younga
Wyspa Younga – jedna z trzech głównych, niezamieszkanych Wysp Balleny’ego. Leży w okolicach wybrzeży Antarktydy, 115 km na północny wschód od przylądka Belousov Point. Ma strukturę wulkaniczną, w całości jest pokryta śniegiem.
Wyspa została odkryta przez Johna Balleny’ego, ma 7 km szerokości i 35 km długości (od przylądka Ellsworth na północy do przylądka Scoresby na południu). Najwyższym szczytem na niej jest Freeman Peak i ma 1340 m n.p.m. Cała grupa wysp jest zaliczana do Dependencji Rossa, uznawanej przez Nową Zelandię za część jej terytorium.
Przybrzeżne wysepki to: Row i Borradaile oraz skały: Seal, Pillar i Beale Pinnacle.